# Maojian (Shiyan)
Maojian (chiń. upr. 茅箭区; chiń. trad. 茅箭區; pinyin Máojiàn Qū) – dzielnica w środkowej części prefektury miejskiej Shiyan w prowincji Hubei w Chińskiej Republice Ludowej. Liczba mieszkańców dzielnicy w 2010 roku wynosiła 399449.